# Eurocopter AS565 Panther

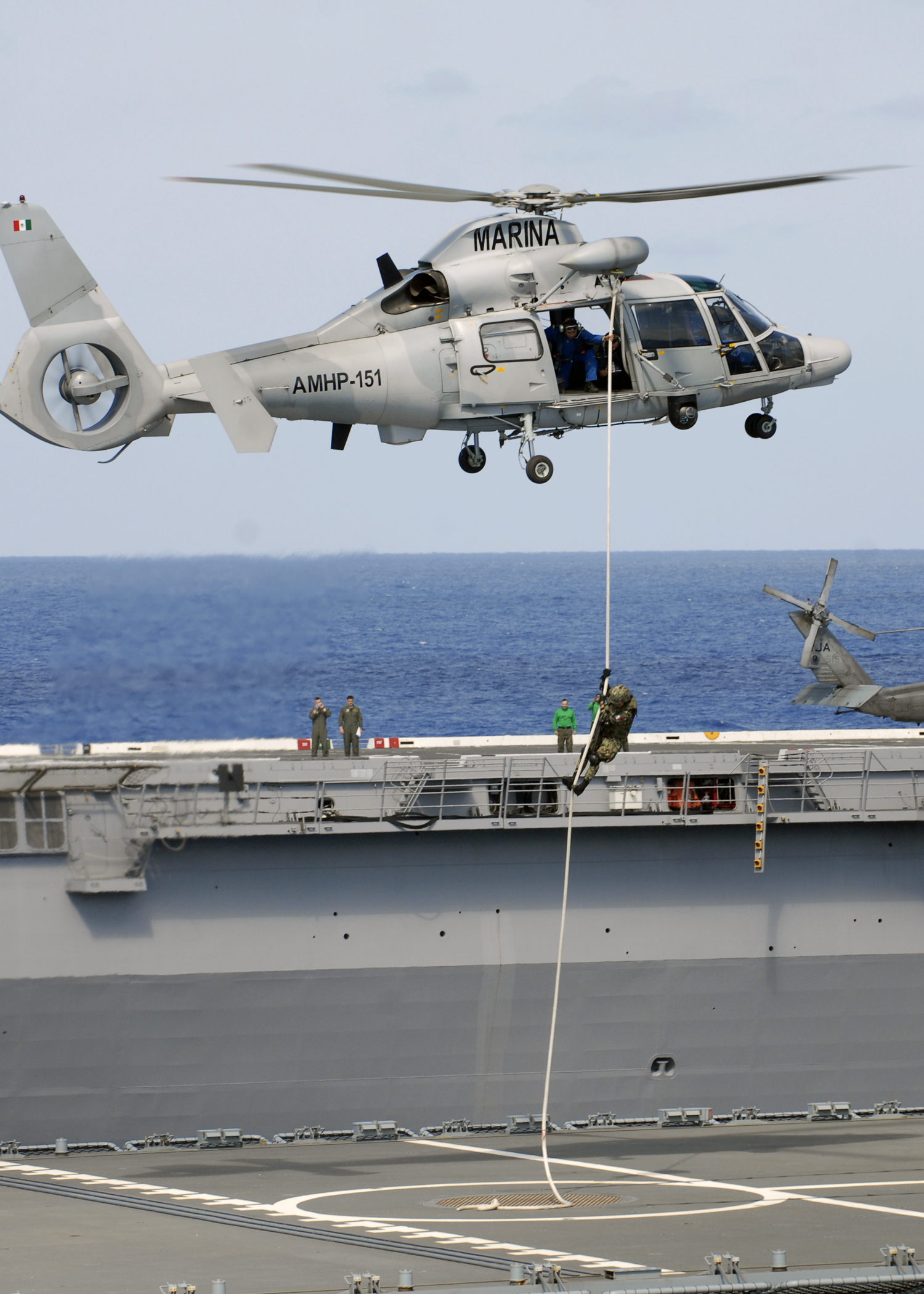
Eurocopter Panther de la Armada de México durante los ejercicios UNITAS GOLD 2009.

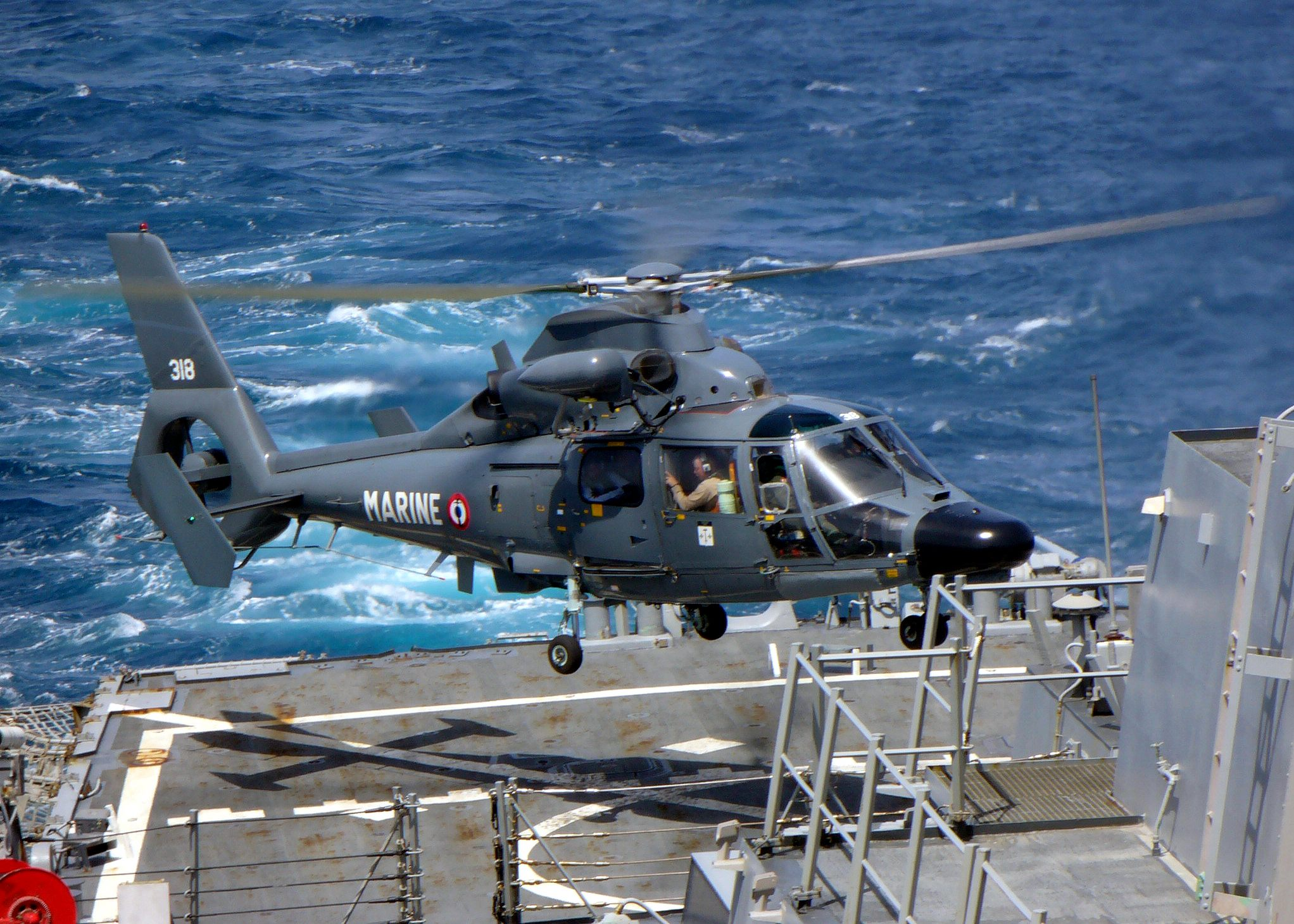
Helicóptero Panther de la Armada francesa en el buque Decatur.

El AS 565 Panther (‘pantera’ en inglés) es la versión militar del helicóptero medio bimotor Eurocopter AS 365 Dauphin. El Panther es usado para una amplia gama de misiones militares, incluyendo asalto en combate, apoyo de fuego, guerra antisubmarina, guerra antisuperficie, búsqueda y rescate, y MEDEVAC.

## Versiones

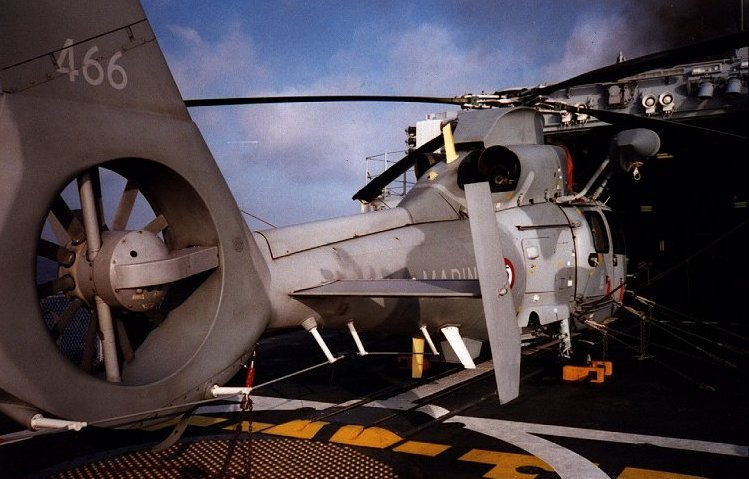
Vista de un Eurocopter Panther de la Armada francesa.

El Panther está disponible en las siguientes versiones:
- AS 565 UA/UB: versión utilitaria (actualmente en producción). Está versión está motorizada por dos motores de turbina Turbomeca Arriel 2C, están equipadas con un control electrónico. Las principales misiones de esta versión son: transporte de 8 a 10 soldados totalmente equipados, evacuación de heridos y soporte logístico.
- AS 565 AA/AB: versiones de ataque (ya no se produce).
- AS 565 MA/MB: versión naval de búsqueda y rescate (actualmente en producción). Estas versiones navales del Panther están motorizadas con dos Turbomeca Arriel 2C. Sus principales misiones son: guerra antisuperficie (ASUW), guerra antisubmarina (ASW) y búsqueda y rescate (SAR). Está versión lleva un arpón de seguridad que le permite aterrizar y despegar con seguridad cualquiera que sea la dirección y fuerza del viento.
- AS 565 SA/SB: versión para guerra antisubmarina (ASW) (ya no se produce).
- AS 565 CA: versión antitanque, armado con misiles HOT.

## Armamento

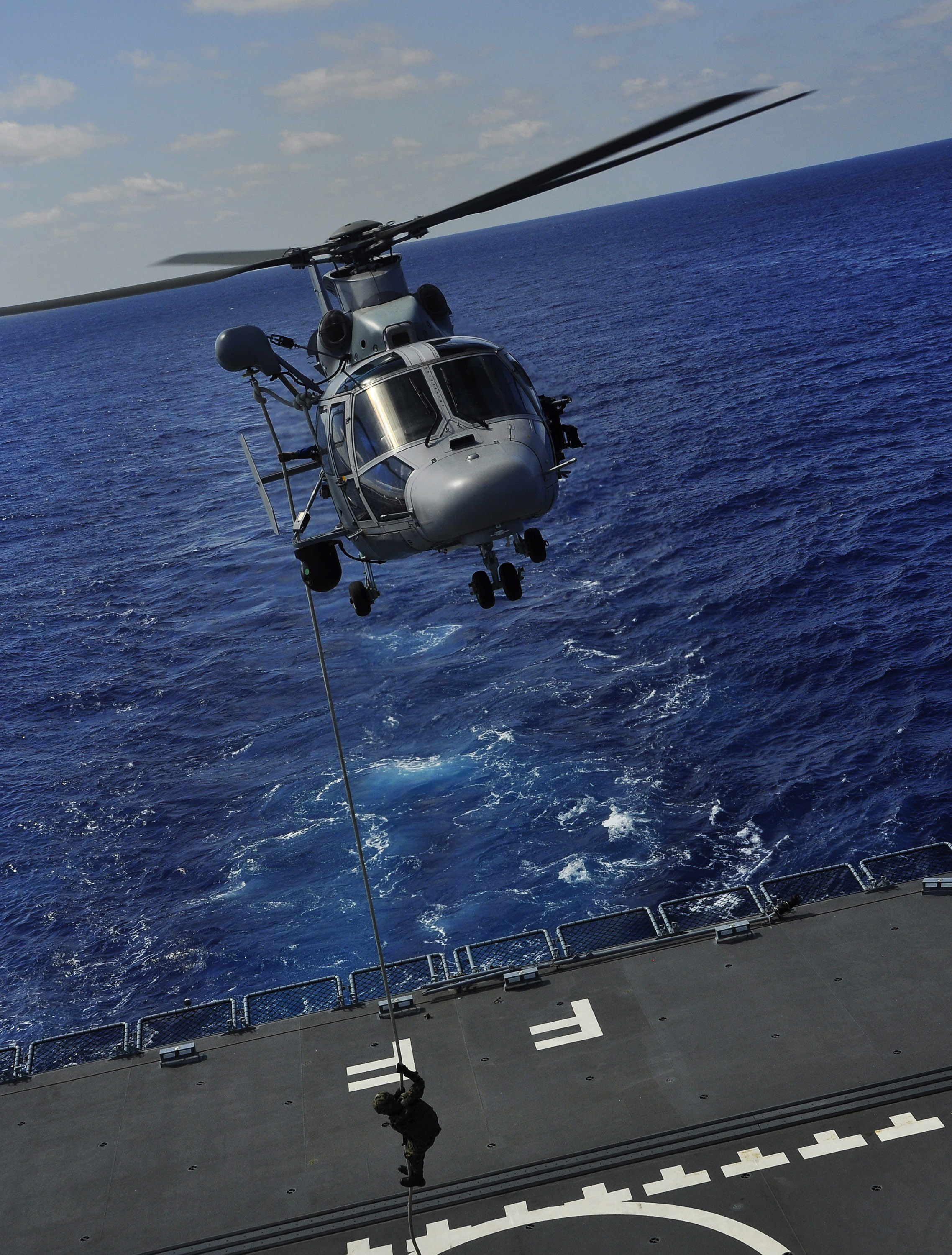
Vista frontal de un Eurocopter Panther de la Armada de México.

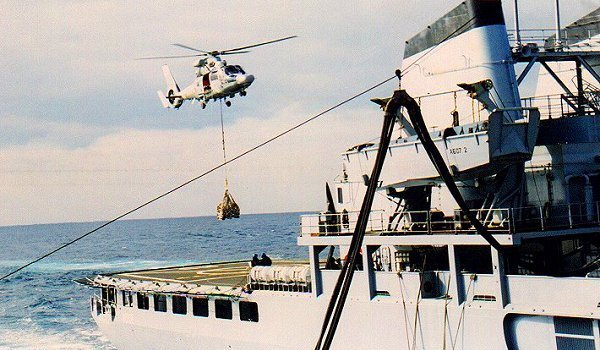
Eurocopter Panther sobre la fragata Cassard.

El armamento de las diferentes versiones pueden incluir:
- Cañón Giat M621 de 20mm
- Misiles aire-aire Matra Mistral
- Misiles antitanque Euromissile HOT
- Cohetes no guiados de 68 mm y 70 mm
- Misiles antisuperficie AS.15TT
- Torpedos antisubmarinos

## Operadores
- Angola
- Brasil: 36 Ejército Brasileño.[1]
- Bulgaria: 6 AS 565 MB entre 2010 y 2011.
- China
- Taiwán
- Francia
- Grecia
- India
- Irlanda
- Israel
- México Opera 14 Panthers.[2]
- Marruecos
- Arabia Saudita
- Tailandia
- Corea del Sur
- Croacia: para 2011.

## Especificaciones

### Características generales
- Tripulación: 2
- Capacidad: 4-12 pasajeros
- Longitud: 13,7 m (45 ft)
- Diámetro rotor principal: 11,9 m (39,2 ft)
- Altura: 4,1 m (13,3 ft)
- Área circular: 112 m² (1205,4 ft²)
- Peso vacío: 2389 kg (5265,4 lb)
- Peso cargado: 4300 kg (9477,2 lb)
- Planta motriz: 2× Turboeje Turbomeca Arriel 2C.
  - Potencia: 635 kW (875 HP; 863 CV) cada uno.
- Hélices: Rotor principal cuatripala y rotor de cola tipo Fenestron.
- Diámetro de la hélice: 11.94 m

### Rendimiento
- Velocidad máxima operativa (Vno): 306 km/h (190 MPH; 165 kt)
- Techo de vuelo: 5856 m (19 213 ft)
- Régimen de ascenso: 8,9 m/s (1752 ft/min)

### Armamento
- Cañones: 1× cañón GIAT M261 en pods bajo las alas.
- Cohetes: 

  - Lanzacohetes de 68/70 mm
- Misiles: 

  - Matra Mistral
  - HOT
  - AS 15 TT (misil antibuque)
- Otros: Torpedos Mark 46

### Desarrollos relacionados
- Eurocopter AS 365 Dauphin

### Aeronaves similares
- Agusta A109
- Sikorsky S-70

### Secuencias de designación
- Helicópteros militares del Grupo Eurocopter: AS 532 · AS550 / AS555 · AS565 · EC635 · EC645 · EC665 · EC725 · NH90 · HH-65 · UH-72